# Elaeocarpus subcapitatus
Elaeocarpus subcapitatus är en tvåhjärtbladig växtart som beskrevs av John Wynn Gillespie. Elaeocarpus subcapitatus ingår i släktet Elaeocarpus och familjen Elaeocarpaceae. Inga underarter finns listade i Catalogue of Life.